# Farrellton
Farrellton est un hameau compris dans le territoire de la municipalité de La Pêche dans Les Collines-de-l'Outaouais en Outaouais, au Québec (Canada).

## Géographie
Le hameau de Farrellton est situé sur les rives de la rivière Gatineau, à 40 km au nord de Gatineau.

## Histoire

### Toponymie
L'endroit est d'abord connu sous le nom d'Upper Wakefield. L'appellation Farrellton rappelle Patrick Farrell, pionnier de l'endroit.

### Chronologie
Patrick Farrell, ayant immigré au Canada en 1831 et s'étant établi aux abords de la Gatineau en 1840, tient un bureau de poste desservant le nord du canton de Wakefield de 1872 à 1881, où sont installés des colons irlandais. Dans sa maison, les missionnaires célèbrent les premières messes du hameau jusqu'à l'érection d'une première église. Farrell accueille aussi les voyageurs et les vacanciers avant l'ouverture de l'hôtel Farrell McCaffrey au tournant du XXe siècle.
Un pont couvert est construit sur la Gatineau en 1908 ou en 1914,. L'église Saint-Camillus est érigée en 1915 sur le chemin Plunkett. Une école, un moulin à scie et une beurrerie s'implantent aussi à Farrellton.
D'abord compris dans le territoire de la municipalité de canton de Wakefield, Farrellton est inclus à la municipalité de La Pêche lorsqu'elle est constituée le 1er janvier 1975.

## Services

### Transports
Farrellton est établi à même la route 105, qui permet de relier Gatineau à Grands-Remous.
Autobus Gatineau exploite une liaison interurbaine par autocar faisant arrêt à Farrellton entre Ottawa et Maniwaki. Transcollines fournit également un service de taxibus en rabattement aux principaux circuits vers Les Collines-de-l'Outaouais et Gatineau.

### Loisirs, culture et vie communautaire
Le hameau compte un lieu de création en milieu rural, la Place des artistes de Farrellton.
La paroisse Saint-Camillus assure des services religieux de rite catholique romain.